# L'Autre c'est moi
 (décembre 2013).
Si vous disposez d'ouvrages ou d'articles de référence ou si vous connaissez des sites web de qualité traitant du thème abordé ici, merci de compléter l'article en donnant les références utiles à sa vérifiabilité et en les liant à la section « Notes et références ».

L'autre c'est moi est le troisième spectacle solo de l'humoriste Gad Elmaleh, interprété pour la première fois en 2005.
Dans ce spectacle, l'humoriste centre son spectacle sur « le blond », l'homme parfait qui n'a aucun souci pour surmonter les aléas de la vie. Il va mettre ce personnage en différentes situations telles le ski ou la cuite (ivresse).
Gad Elmaleh se met pour la première fois en scène dans un stand-up, alors que ses deux précédents spectacles étaient divisés en sketches où il incarnait à chaque fois un nouveau personnage.
Gad Elmaleh se penche surtout sur les compensations somato-psychiques du quotidien, automatismes journaliers, que nous ne prenons jamais le temps d'analyser. Il critique, affirme, contredit et fait des jeux de mots. L'influence de l'humoriste américain Jerry Seinfeld est importante, dans la forme, mais aussi sur le fond (le sketch de l'aéroport, par exemple). 
Ce spectacle a longuement été protégé contre le warez, et n'a pas été commercialisé en DVD à sa sortie, ce qui a pu le protéger du piratage dans les mois qui ont suivi le spectacle en direct. Le DVD a été enregistré lors d'une représentation à la Bourse du Travail de Lyon.

## Fiche technique
- Mise en scène : Isabelle Nanty
- Réalisation : Jean-Louis Cap
- Auteur : Gad Elmaleh